# NGC 6027d
NGC 6027d é uma galáxia espiral e parte do Sexteto de Seyfert, um grupo compacto de galáxias, na direção da constelação de Serpens. NGC 6027d atualmente não está interagindo com as outras galáxias no grupo, ela está apenas em plano de fundo.